# Cena Annie
Cena Annie (anglicky Annie Award) je americké ocenění za úspěchy v animaci. Je udělované v Los Angeles pobočkou Mezinárodní asociace animovaného filmu od roku 1972. Původně bylo navrženo tak, aby hodnotilo celoživotní příspěvky animaci v oblastech výroby, režie, animace, výpravy, scénáře, dabingu, zvuku a zvukových efektů atd. V roce 1992 byla na počest animace jako celku vytvořena kategorie „Nejlepší animovaný celovečerní film“ (Best Animated Feature).
Členství v ASIFA-Hollywood se skládá ze tří hlavních kategorií: všeobecný člen, patron a student. Vstup do ASIFA-Hollywood je po zaplacení členského poplatku umožněn profesionálům, studentům i fanouškům animace. Všichni členové ASIFA-Hollywood mohou hlasovat o vítězi.
Třicátý devátý ročník ocenění Annie Award se konal 4. února 2012 v kampusu Univerzity Kalifornie v Los Angeles.

## Kategorie

### Produkce
- „Nejlepší animovaný celovečerní film“ (Best Animated Feature)
- „Nejlepší animace pro domácí zábavu“ (Best Animated Home Entertainment Production)
- „Nejlepší animovaný krátký film“ (Best Animated Short Subject)
- „Nejlepší animovaná televizní reklama“ (Best Animated Television Commercial)
- „Nejlépe animovaná televizní produkce“ (Best Animated Television Production)
- „Nejlepší animovaná videohra“ (Best Animated Video Game)

### Individuální úspěchy
- „Animované efekty“ (Animated Effects)
- „Animovaná postava v celovečerní produkci“ (Character Animation in a Feature Production)
- „Animovaná postava v televizní produkci“ (Character Animation in a Television Production)
- „Design postavy v celovečerní produkci“ (Character Design in a Feature Production)
- „Design postavy v televizní produkci“ (Character Design in a Television Production)
- „Režie v celovečerní produkci“ (Directing in a Feature Production)
- „Režie v televizní produkci“ (Directing in a Television Production)
- „Hudba v celovečerní produkci“ (Music in a Feature Production)
- „Hudba v televizní produkci“ (Music in a Television Production)
- „Produkce v celovečerní produkci“ (Production Design in a Feature Production)
- „Produkce v televizní produkci“ (Production Design in a Television Production)
- „Výprava v celovečerní produkci“ (Storyboarding in a Feature Production)
- „Výprava v televizní produkci“ (Storyboarding in a Television Production)
- „Dabing v celovečerní produkci“ (Voice Acting in a Feature Production)
- „Dabing v televizní produkci“ (Voice Acting in a Television Production)
- „Scénář v celovečerní produkci“ (Writing in a Feature Production)
- „Scénář v televizní produkci“ (Writing in a Television Production)

### Cena poroty
- „Cena June Forayové“ (June Foray Award)
- „Cena Uba Iwerkse“ (Ub Iwerks Award)
- „Cena Winsora McCay“ (Winsor McCay Award)
- „Zvláštní úspěch v animaci“ (Special Achievement in Animation)
- „Cena za zásluhy“ (Certificates of Merit)

## Významné nominace
Díla, která obdržela nejvíce nominací.
| Počet nominací | Český název                             | Rok  | Originální název                               |
| -------------- | --------------------------------------- | ---- | ---------------------------------------------- |
| 16             | Úžasňákovi                              | 2004 | The Incredibles                                |
| 16             | Wallace & Gromit: Prokletí králíkodlaka | 2005 | Wallace & Gromit: The Curse of the Were-Rabbit |
| 16             | Kung Fu Panda                           | 2008 | Kung Fu Panda                                  |
| 16             | Jak vycvičit draka                      | 2010 | How To Train Your Dragon                       |
| 13             | Ratatouille                             | 2007 | Ratatouille                                    |
| 13             | Zvoník od Matky Boží                    | 1996 | WThe Hunchback of Notre Dame                   |
| 12             | Kung Fu Panda 2                         | 2011 | Kung Fu Panda 2                                |
| 12             | Hledá se Nemo                           | 2003 | Finding Nemo                                   |
| 10             | Koralína a svět za tajnými dveřmi       | 2009 | Coraline                                       |
| 10             | Raubíř Ralf                             | 2012 | Wreck-It Ralph                                 |
| 10             | Legenda o Mulan                         | 1998 | Mulan                                          |